# Eberhard Baumann (Theologe)
Eberhard Ernst Baumann (* 27. Mai 1871 in Lübbenow; † 29. Februar 1956 in Preetz) war ein deutscher evangelisch-reformierter Theologe, Konsistorialrat und Superintendent.

## Leben
Er war der Sohn des Pfarrers Eugen Baumann und dessen Ehefrau Martha geborene Goslich. Nach dem Besuch des Sophien- und Lessing-Gymnasiums in Berlin studierte Eberhard Baumann von 1890 bis 1893 Theologie an den Universitäten Tübingen, Leipzig und Berlin. 1897 promovierte er zum Lic. theol. und unternahm im Anschluss eine zweimonatige Reise auf dem Mittelmeer.
Von 1897 bis 1898 war er Vikar in der Diakon.-Anstalt Kaiserswerth am Rhein und im Anschluss bis 1899 am Domkandidatenstift in Berlin. Von 1899 bis 1901 war Baumann Pfarrer in Politzig in der Provinz Posen. Danach wurde er Pfarrer am Prinzenhaus Plön. 1907 erfolgte seine Berufung zum dritten Domprediger und 1921 zum zweiten Domprediger in Halle. 1923 verließ er die preußische Provinz Sachsen und ging nach Stettin, wo seine Ernennung zum Pfarrer, Superintendenten und Konsistorialrat erfolgte. In den 1930er Jahren leitete er die Jungreformatorische Bewegung in Pommern.
Im Februar 1934 erfolgte seine Versetzung in den einstweiligen Ruhestand. Im darauffolgenden Jahr wurde er zeitweise stellvertretendes Mitglied im Reichsbruderrat und nahm an den Reichsbekenntnissynoden in Augsburg und 1936 in Bad Oeynhausen teil. Seit dieser Zeit arbeitete er u. a. mit Dietrich Bonhoeffer zusammen.

## Schriften (Auswahl)
- (mit August Cordes und Karl Arper): Fünfzehn Traureden (= Handreichung zur Wortverkündigung, Heft 2), Halle (Saale) 1928.
- (mit anderen Autoren): Vierzehn Grabreden (= Der Dienst am Wort, Heft 1), Halle (Saale) 1927.
- (Hrsg.): Der Dienst am Wort, Halle (Saale), o. J.
- Der Kindergottesdienst der Kirche und der Religionsunterricht der Schule, Magdeburg 1921.
- Stark in Gott, Halle (Saale) 1917.
- Mit der Garde im Westen, Halle (Saale) 1916.
- Heilsbegegnungen, Halle a. d. S. 1915.
- Der Aufbau der Amosreden (= BZAW 7). Ricker, Gießen 1903.